# Coullemelle
Coullemelle là một xã ở tỉnh Somme, vùng Hauts-de-France, Pháp.

## Địa lý
Thị trấn này tọa lạc trên đường D109 và đường D188, khoảng 19 dặm Anh về phía nam của Amiens.

## Dân số
| 1910                                                         | 1962 | 1968 | 1975 | 1982 | 1990 | 1999 |
| ------------------------------------------------------------ | ---- | ---- | ---- | ---- | ---- | ---- |
| 305                                                          | 249  | 270  | 213  | 215  | 230  | 236  |
| Số liệu điều tra dân số từ năm 1962, dân số không tính trùng |      |      |      |      |      |      |